# Инок (деревня, Алба)
Инок (рум. Inoc) — деревня, расположенная в жудеце Алба в Румынии. Административный центр коммуны Униря.

## География
Деревня расположена в 281 км к юго-западу от Бухареста, 37 км к северо-востоку от Алба-Юлии, 45 км к югу от Клуж-Напока.

## Население
По данным переписи населения 2002 года в селе проживали 273 человек.
Национальный состав деревни:
| Национальность | Кол-во человек | Процент |
| -------------- | -------------- | ------- |
| Румыны         | 263            | 96,3%   |
| Цыгане         | 6              | 2,2%    |

Родным языком назвали:
| Язык      | Кол-во человек | Процент |
| --------- | -------------- | ------- |
| Румынский | 267            | 97,8%   |
| Цыганский | 6              | 2,2%    |